# Adolf Ludvík Krejčík
Adolf Ludvík Krejčík (14. června 1877 Dobrovice – 4. ledna 1958 Praha) byl český archivář a historik, který se podílel na pořádání zemědělského archivnictví.

## Život
Adolf Ludvík Krejčík studoval historii na filosofické fakultě Univerzity Karlovy a Ústavu pro rakouský dějezpyt (Institut für Österreichische Geschichtsforschung, poté také v Benátkách, Florencii a Římě. Do roku 1909 působil jako archivář u Schwarzenbergů v Třeboni, 1909–1919 jako úředník Moravského zemského archivu v Brně, v roce 1919 patřil k hlavním tvůrcům Československého státního archivu zemědělského (resortní součást ministerstva zemědělství) a do roku 1937 byl také jeho ředitelem (poté byl ředitelem Václav Černý). Od roku 1924 budoval také Ústřední slovanskou zemědělskou knihovnu a čítárnu při nově vzniklé ČAZ, kde byl knihovníkem do roku 1932.

## Dílo
- Františka Palackého život, působení a význam, 1898
- O zakládací listině kapituly Litoměřické. Český časopis historický, 1902, s. 158–166
- K dějinám rybářství a rybníkářství na panství Chýnovském a Táborsku, 1909
- O zakládací listině kláštera Třebíčského, 1911
- Československý státní archiv zemědělský, 1921
- K záhadám Hájkova polního měřictví, 1933
- Míry, váhy a peníze v rožmberském urbáři, 1936
- Pozemková reforma a archivy velikých statků, 1937
- Urbář z roku 1378 a účty kláštera třeboňského z let 1367–1407, 1949